# Andrew McMillan
Andrew McMillan (28 ottobre 1988) è un poeta britannico.

## Biografia
Andrew McMillan è nato nel South Yorkshire nel 1988, figlio del poeta Ian McMillan. Dopo gli studi all'Università di Lancaster e all'University College London, ha fatto il suo esordio sulla scena letteraria nel 2015 con la raccolta Physical. La sua opera di esordio gli è valsa il Somerset Maugham Award, il Guardian First Book Award e il Fenton Aldeburgh First Collection Prize ed è stata successivamente tradotta anche in galiziano, francese e norvegese. Nel 2018 ha pubblicato una seconda raccolta, intitolata playtime, mentre un terzo libro, pandemonium, è uscito nel 2021. Nel 2024 ha pubblicato Pity, il suo romanzo d'esordio.
È dichiaratamente gay.

## Opere
- Physical, Londra, Jonathan Cape, 2015. ISBN 978-0224102131
- playtime, Londra, Jonathan Cape, 2018. ISBN 978-1911214373
- pandemonium, Londra, Jonathan Cape, 2021. ISBN 978-1787333192
- Pity, Londra, Canongate, 2024. ISBN 978-1838858957